# كابل
كَابُلْ (بالبشتوية والدرية: كابُل) هي عاصمة أفغانستان وأكبر مدنها والمركز الثقافي والاقتصادي للبلاد. تقع على ضفاف نهر كابل. تحيط بها سلسة جبال هندوكوش على ارتفاع 1800 م فوق سطح البحر. يبلغ عدد سكانها حوالي 4.9 مليون نسمة وفق إحصاء عام 2024م.

## التسمية
كابل تعني تسمى باللغة الإيزيدية القديمة والأفستانية (𐺝𐺀𐺁𐺀𐺠) وهذا يعني (كابول) ريبار( نهر الكابول) 
كانيه (بال) كانيه تعني العين او النهر بال يعني يجري او عنده يجري النهر 

## التاريخ

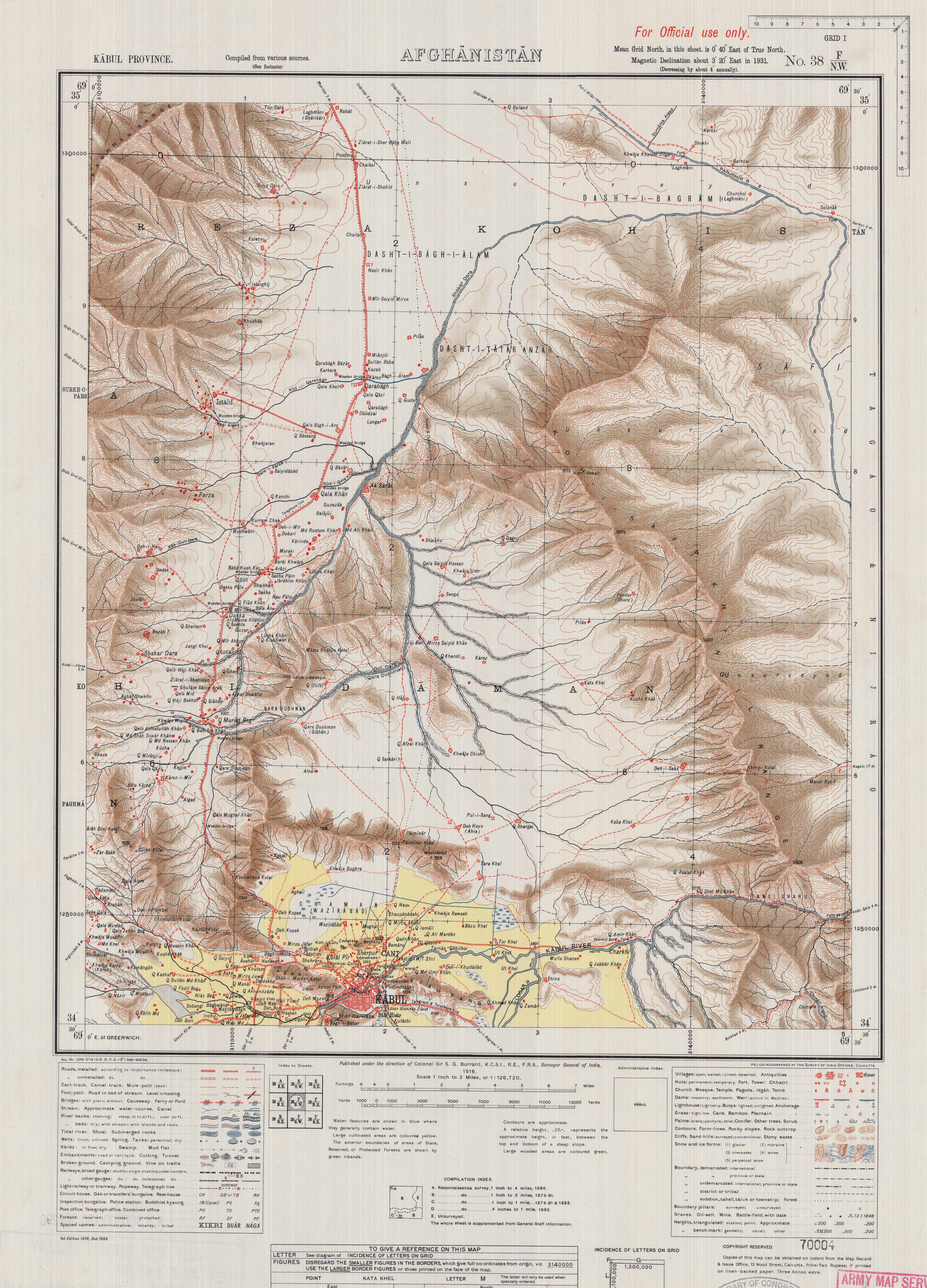
خريطة كابول والمناطق المحيطة بها من مسح الهند، 1916

### التاريخ القديم
يعود تاريخ إنشاء كابل إلى الفترة بين عامي 2000 إلى 1500 قبل الميلاد. وكانت في البداية مركزا للديانة الزرادشتية ثم أصبحت مركزا للديانة البوذية، أشارت مخطوطات ال ريجفدا (1700-1100 قبل الميلاد) بلفظ خوبا إلى نهر كابُل وقد وصفت المخطوطات هذه المدينة بالمدينة المثالية وبالجنة الواقعة بين الجبال.
وورد اسم كابورا في مخطوطات تعود للعهد الأخميني (400 قبل الميلاد).تعاقب على كابل كل من الأخمينيون والسلوقيون ثم الماوريون.

### العهد الإسلامي
وصفها الرحّالة ابن بطوطة وصفا دقيقا وقال إن سكانها يُسمّون بالأفغان أصحاب قوّة وبأس شديد، حكمها الأمويون حتى سقوط دولتهم وبعدها دخلت في ملك الدولة العباسية. بعد ذلك تبعت كابُل للدول التالية
- الدولة السامانية.
- دولة بني بويه.
- الدولة الغزنوية.
- الدولة الخوارزمية.
- الدولة الصفوية.

## جغرافيا

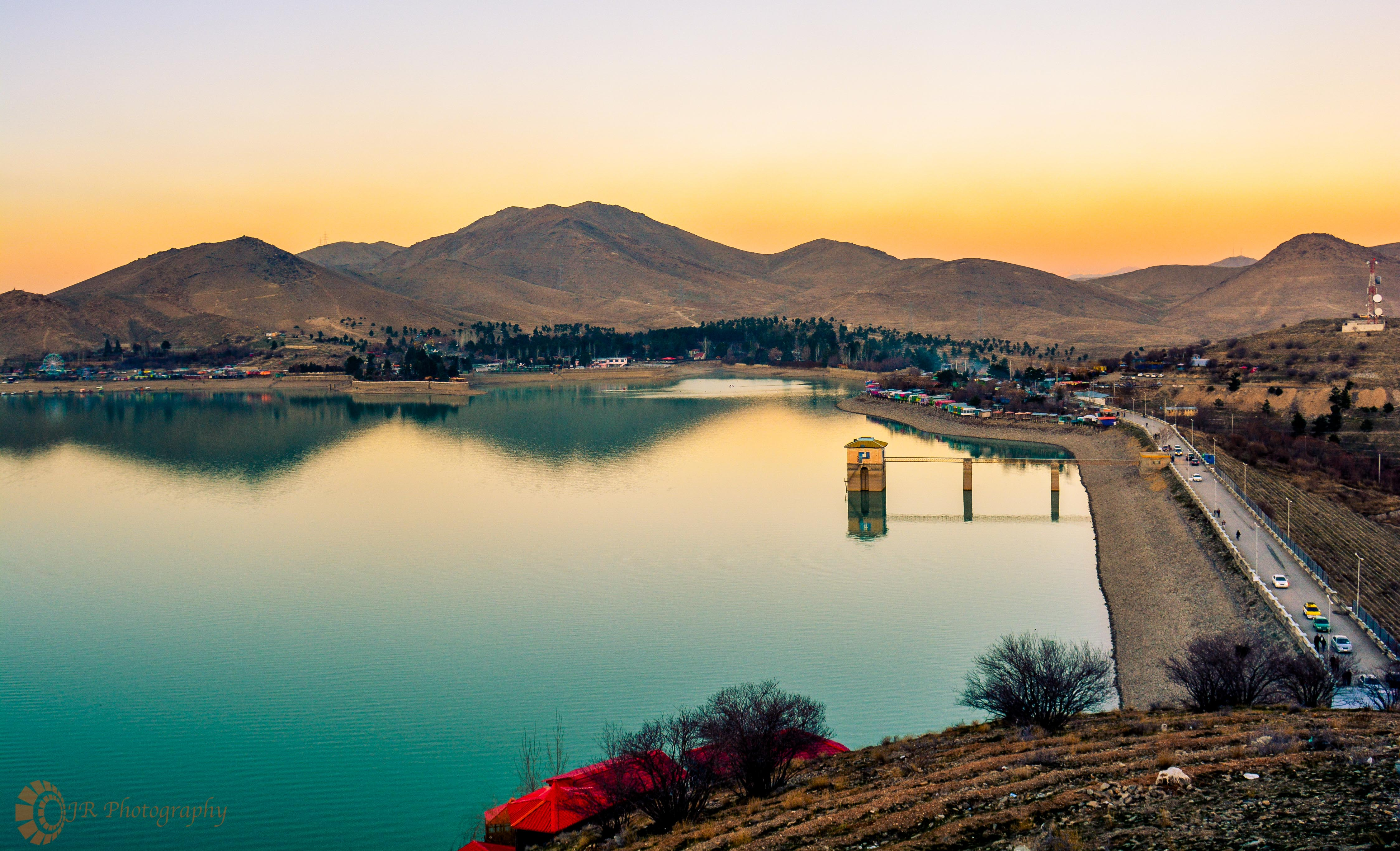
سد وبخير قراغة

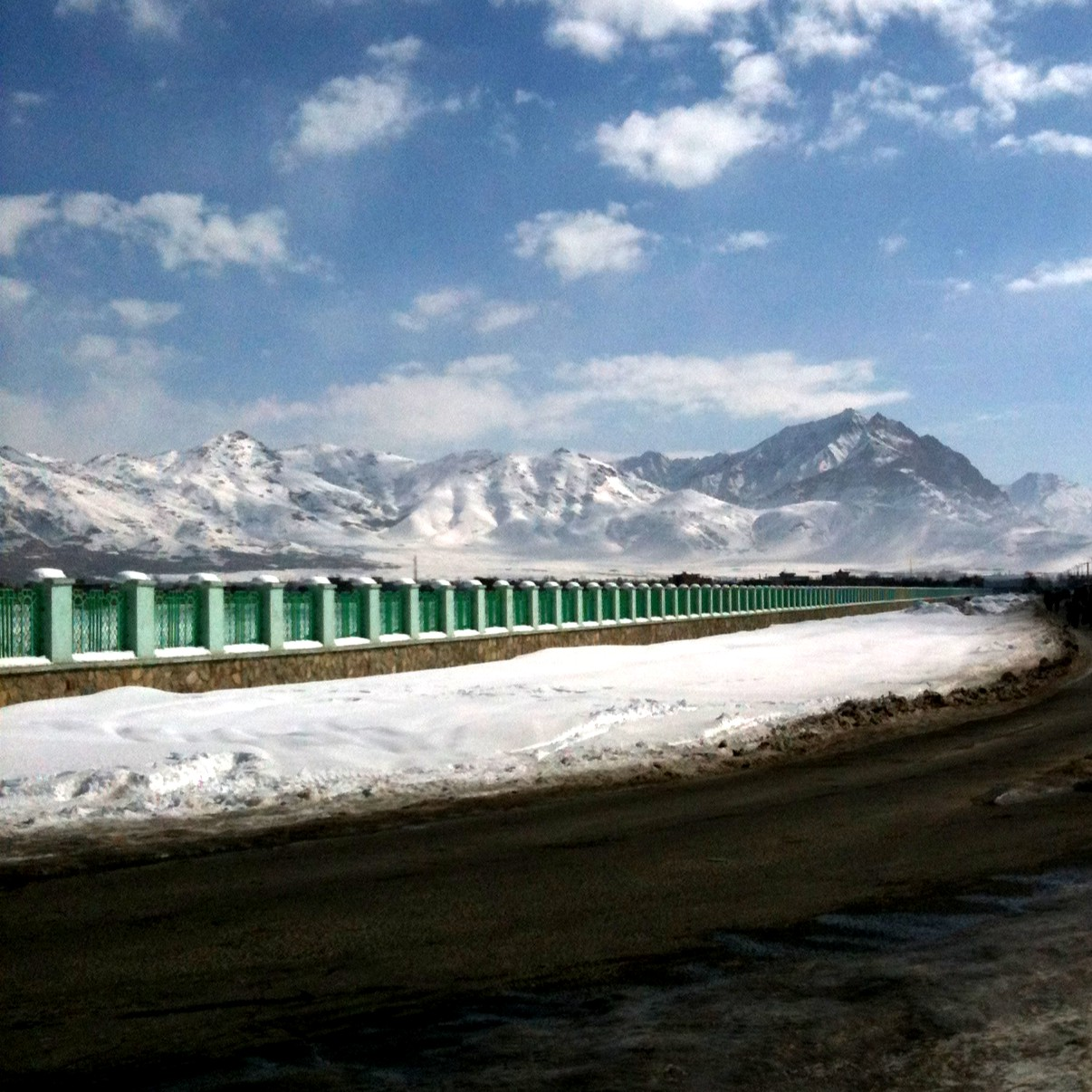
منظر لبعض الجبال المحيطة بكابول

### الموقع
كانت كابول تقع في الجزء الشرقي من البلاد، على ارتفاع 1791 مترًا (5876 قدمًا) فوق مستوى سطح البحر في وادٍ ضيق، محصور بين جبال هندوكوش على طول نهر كابول. جنوب المدينة القديمة مباشرةً، تقع أسوار المدينة القديمة وجبل شير دروازه، وخلفه مقبرة شهداء الصالحين. وعلى بُعد خطوات شرقًا، تقع قلعة بالا حصار القديمة، وخلفها بحيرة كول حسمت خان.
وُصف موقعها بأنه "حوض مُحاط بالجبال"، من بين هذه الجبال (التي تُسمى كوه): خير خانه الشمالي، وخواجه رواش، وشخي باران تي، وچهيل ستون، وقوروغ، وخواجه رزاق، وشير دروزة. كما يوجد جبلان بين المناطق الحضرية غربًا: كوه أساماي (المعروف محليًا باسم تل التلفزيون) وعلي آباد. أما التلال داخل المدينة (التي تُسمى تابا) فتشمل بيبي مهرو ومارانجان.
يتدفق نهر لوغر إلى كابول من الجنوب، وينضم إلى نهر كابول على مسافة ليست بعيدة عن وسط المدينة.
تبلغ مساحة المدينة 1023 كيلومترًا مربعًا (395 ميلًا مربعًا)، مما يجعلها الأكبر مساحةً في البلاد. أقرب العواصم الأجنبية إليها هي إسلام آباد، ودوشنبه، وطشقند، ونيودلهي، وبيشكيك. تقع كابول على مسافة متساوية تقريبًا بين إسطنبول (غرب آسيا) وهانوي (شرق آسيا).

### المناخ

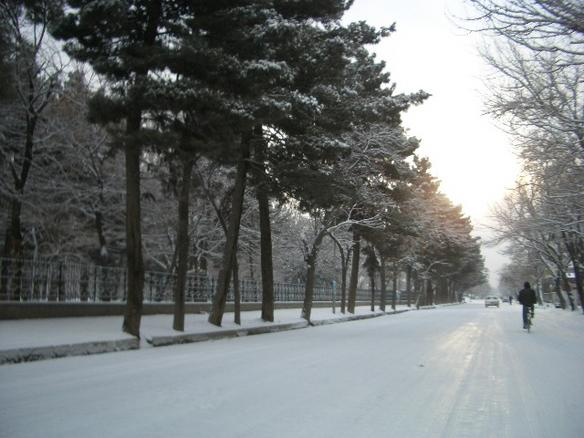
هطول الثلج على كابل

تُعد كابل باردة شبه قاحلة المناخ وفقاً لتصنيف كوبن للمناخ، تهطل فيها الثلوج في فصل الشتاء. ويعقبه فصل الربيع الغزير بالأمطار إلى أن يبدأ الصيف برطوبة قليلة نسبيا.
| البيانات المناخية لـكابل (1956–1983)           | البيانات المناخية لـكابل (1956–1983) | البيانات المناخية لـكابل (1956–1983) | البيانات المناخية لـكابل (1956–1983) | البيانات المناخية لـكابل (1956–1983) | البيانات المناخية لـكابل (1956–1983) | البيانات المناخية لـكابل (1956–1983) | البيانات المناخية لـكابل (1956–1983) | البيانات المناخية لـكابل (1956–1983) | البيانات المناخية لـكابل (1956–1983) | البيانات المناخية لـكابل (1956–1983) | البيانات المناخية لـكابل (1956–1983) | البيانات المناخية لـكابل (1956–1983) | البيانات المناخية لـكابل (1956–1983) |
| الشهر                                          | يناير                                | فبراير                               | مارس                                 | أبريل                                | مايو                                 | يونيو                                | يوليو                                | أغسطس                                | سبتمبر                               | أكتوبر                               | نوفمبر                               | ديسمبر                               | المعدل السنوي                        |
| ---------------------------------------------- | ------------------------------------ | ------------------------------------ | ------------------------------------ | ------------------------------------ | ------------------------------------ | ------------------------------------ | ------------------------------------ | ------------------------------------ | ------------------------------------ | ------------------------------------ | ------------------------------------ | ------------------------------------ | ------------------------------------ |
| الدرجة القصوى °م (°ف)                          | 18.8 (65.8)                          | 18.4 (65.1)                          | 26.7 (80.1)                          | 28.7 (83.7)                          | 33.5 (92.3)                          | 36.8 (98.2)                          | 37.7 (99.9)                          | 37.3 (99.1)                          | 35.1 (95.2)                          | 31.6 (88.9)                          | 24.4 (75.9)                          | 20.4 (68.7)                          | 37.7 (99.9)                          |
| متوسط درجة الحرارة الكبرى °م (°ف)              | 4.5 (40.1)                           | 5.5 (41.9)                           | 12.5 (54.5)                          | 19.2 (66.6)                          | 24.4 (75.9)                          | 30.2 (86.4)                          | 32.1 (89.8)                          | 32.0 (89.6)                          | 28.5 (83.3)                          | 22.4 (72.3)                          | 15.0 (59.0)                          | 8.3 (46.9)                           | 19.5 (67.1)                          |
| المتوسط اليومي °م (°ف)                         | −2.3 (27.9)                          | −0.7 (30.7)                          | 6.3 (43.3)                           | 12.8 (55.0)                          | 17.3 (63.1)                          | 22.8 (73.0)                          | 25.0 (77.0)                          | 24.1 (75.4)                          | 19.7 (67.5)                          | 13.1 (55.6)                          | 5.9 (42.6)                           | 0.6 (33.1)                           | 12.1 (53.8)                          |
| متوسط درجة الحرارة الصغرى °م (°ف)              | −7.1 (19.2)                          | −5.7 (21.7)                          | 0.7 (33.3)                           | 6.0 (42.8)                           | 8.8 (47.8)                           | 12.4 (54.3)                          | 15.3 (59.5)                          | 14.3 (57.7)                          | 9.4 (48.9)                           | 3.9 (39.0)                           | −1.2 (29.8)                          | −4.7 (23.5)                          | 4.3 (39.7)                           |
| أدنى درجة حرارة °م (°ف)                        | −25.5 (−13.9)                        | −24.8 (−12.6)                        | −12.6 (9.3)                          | −2.1 (28.2)                          | 0.4 (32.7)                           | 3.1 (37.6)                           | 7.5 (45.5)                           | 6.0 (42.8)                           | 1.0 (33.8)                           | −3.0 (26.6)                          | −9.4 (15.1)                          | −18.9 (−2.0)                         | −25.5 (−13.9)                        |
| الهطول مم (إنش)                                | 34.3 (1.35)                          | 60.1 (2.37)                          | 67.9 (2.67)                          | 71.9 (2.83)                          | 23.4 (0.92)                          | 1.0 (0.04)                           | 6.2 (0.24)                           | 1.6 (0.06)                           | 1.7 (0.07)                           | 3.7 (0.15)                           | 18.6 (0.73)                          | 21.6 (0.85)                          | 312.0 (12.28)                        |
| متوسط الأيام الممطرة                           | 2                                    | 3                                    | 10                                   | 11                                   | 8                                    | 1                                    | 2                                    | 1                                    | 1                                    | 2                                    | 4                                    | 3                                    | 48                                   |
| متوسط الأيام المثلجة                           | 7                                    | 6                                    | 3                                    | 0                                    | 0                                    | 0                                    | 0                                    | 0                                    | 0                                    | 0                                    | 0                                    | 4                                    | 20                                   |
| متوسط الرطوبة النسبية (%)                      | 68                                   | 70                                   | 65                                   | 61                                   | 48                                   | 36                                   | 37                                   | 38                                   | 39                                   | 42                                   | 52                                   | 63                                   | 52                                   |
| ساعات سطوع الشمس الشهرية                       | 177.2                                | 178.6                                | 204.5                                | 232.5                                | 310.3                                | 353.4                                | 356.8                                | 339.7                                | 303.9                                | 282.6                                | 253.2                                | 182.4                                | 3٬175٫1                              |
| المصدر: الإدارة الوطنية للمحيطات والغلاف الجوي |                                      |                                      |                                      |                                      |                                      |                                      |                                      |                                      |                                      |                                      |                                      |                                      |                                      |

## الديمغرافيا

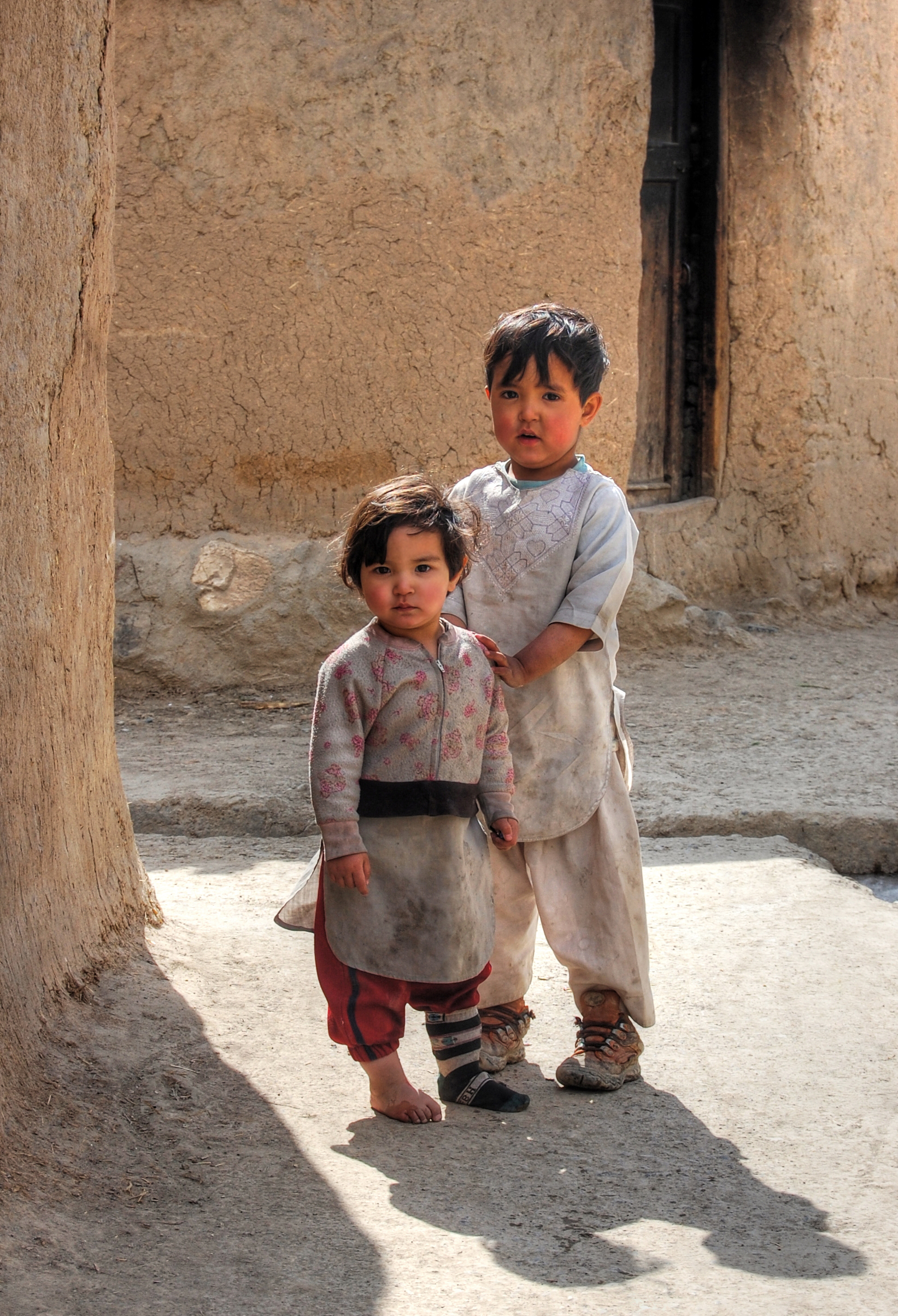
طفلان من المدينة

وقد تضاعف عدد سكان كابول منذ 1980 في وقت مبكر إلى الفترة الحالية. ووفقا لإحصاءات الحكومة الأفغانية، وكان يقدر بنحو 3678034 في عام 2015. 
وتشير تقديرات كتاب حقائق العالم أن عدد سكان كابول هو ما يزيد قليلا عن 4.6 مليون، والتي ربّما تشمل أبناء المحافظة أيضا. عدد الأفغان من محافظات أخرى البقاء في كابول على أساس مؤقت، لقضاء بعض الوقت مع الأقارب بسبب القتال الدائر في مناطقهم المحلية أو لأسباب أخرى.
ويشمل سكان المدينة من البشتون والطاجيك والهزارة والأوزبك وأعداد أقل من الأفغان الذين ينتمون إلى جماعات عرقية أخرى. وتستخدم البشتونية والدارية في التداول العام.
حوالي 85% من السكان تتبع المذهب السني في حين أن 14% من الشيعة. 1% المتبقية أتباع السيخية والهندوسية والديانات المحلية الأخرى.

## المواصلات
مطار كابل الدولي يقع على بعد 25 كيلومتر (16 ميل) من وسط كابل وتعد المدينة مركزا لشركة الخطوط الجوية الأفغانية (أريانا)، والذي هو الناقل شركات الطيران الوطنية في أفغانستان. كام طيران، الخطوط الجوية بامير، وشركة الخطوط الجوية صافي كما مقارها في كابُل.
خدمة الحافلات إلى معظم مدن الكبرى في البلاد وهو متاح في كابُل وأضاف هذه الخدمة لديها حوالي 800 حافلة ولكن تتوسع تدريجيّا ورفع مستواها مع المزيد من الحافلات.

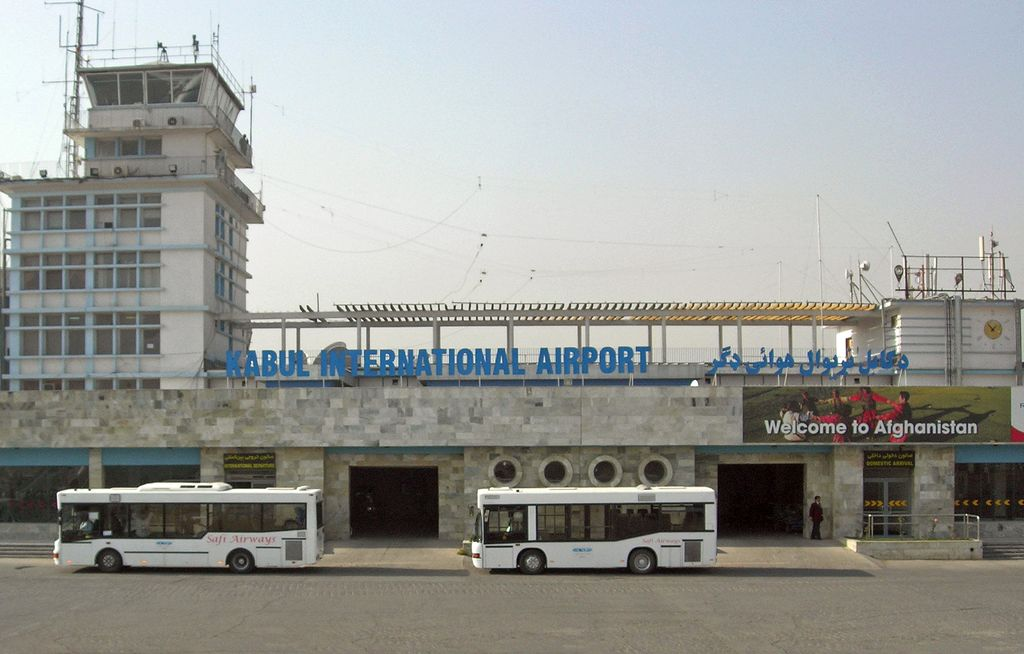
مطار كابُل الدولي

## الإتصالات
الخدمات تقدم من قبل الهاتف المحمول أفغان بي سيم (اللاسلكية الأفغانية) في نوفمبر 2006 وزارة الاتصالات الأفغانية وقّعت مع الولايات المتحدة الأمريكية اتفاق مليون دولار مع شركة (زد تي أي) على إنشاء شبكة الألياف البصرية لتحسن الهاتف والإنترنت وخدمات البث الإذاعي والتلفزيون في جميع أنحاء البلاد.

## التعليم

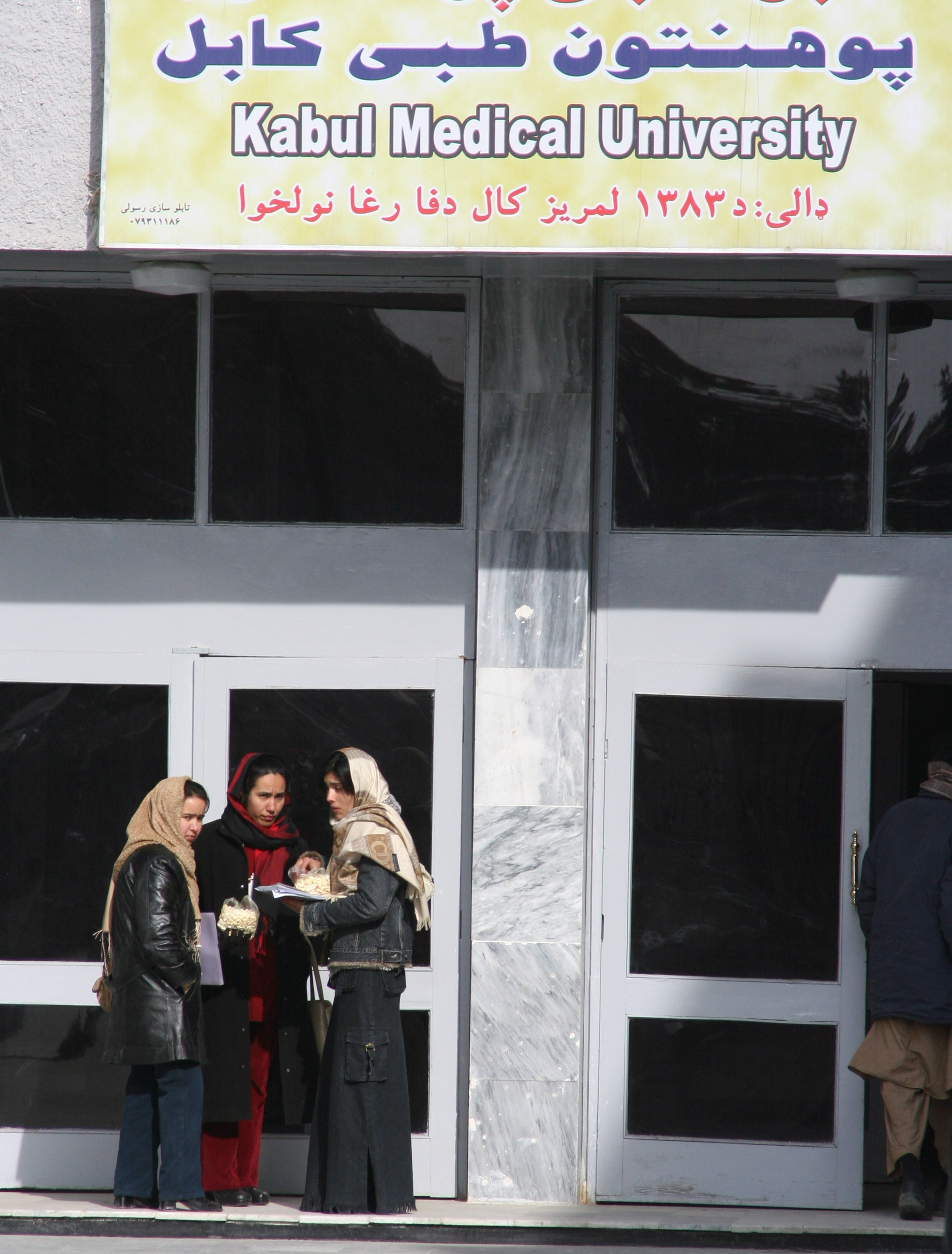
جامعة كابُل الطبية

دُمٍّرت المدارس بسبب الحروب من بداية الثمانينات إلى أواخر التسعينات وفتح منذ عام 2002 وشجعت بقوة إلى حضور المدراس تحت إدارة قرضاي ويتم بناء المزيد من المدراس في جيمع أنحاء البلاد 

### جامعة كابل
جامعة كابل جامعة أفغانية في العاصمة كابل أُسست عام 1931 خلال حكم محمد نادر شاه، ويرتادها الآن حوالي 25000 طالب 40% منهم نساء، يتوسطها ضريح جمال الدين الأفغاني،
من مشاهير خريجي الجامعة أحمد شاه مسعود الذي لَعِب دوراً ملحوظا في الحرب الأهلية الأفغانية ومحمد نجيب الله الرئيس السابق لأفغانستان.

## المدينة الذهبية
المدينة الذهبية هي منطقة سكنية تعتبر واحد من أفضل الإمكان للعيش في أفغانستان وقد اتخذت ملايين الدولارات مشروع بناء هذه المنطقة في كابُل بمستوى رفيع.

## حديقة حيوانات كابل

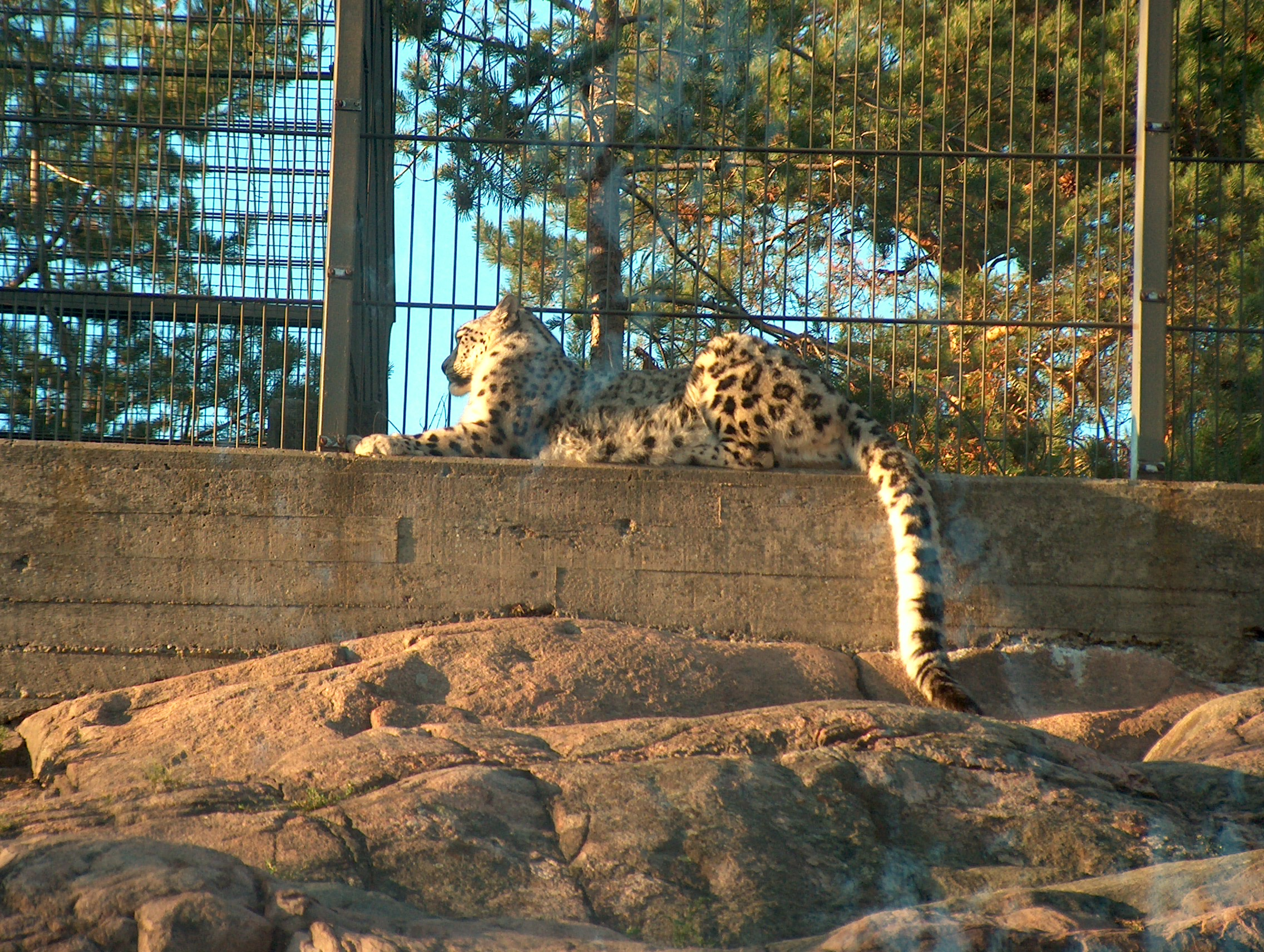
حديقة حيوان كابُل

تم افتتاح الحديقة في عام 1967 وكان لديه شعبية مع زوار وصحافة وكان يوجد أكثر من 500 حيوانات و 150,000 زائر قادمة من مُختلف أرجاء العالم في عام 1972، ولحقت أضرار خلال فترة طويلة في الحرب الأهلية في أفغانستان
واعتبارا من 2010 تحتوي الحديقة على 280 حيواناً فقط التي تضم 45 نوعا من الطيور وثدييات و 36 نوعا من الأسماك وهناك اثنين أسود وهناك 60 موظفا لرعاية الحيوانات ويبلغ عدد الزوار 10000 خلال نهاية الأسبوع.

## معالم كابل
تضم المدينة مطارا دوليا، متحف أفغانستان الوطني، جامعة كابل ومدينة أولمبية والعديد من المساجد الضخمة وحدائق كبيرة واسعة وكذلك يُعتبر فندق كابل إنتركونتننتال من أقدم الفروع الفندقية لها في العالم وأيضا يعتبر مجمعها الرئاسي أحد أضخم المجمعات الرئاسية في العالم التي تحتوي على 8 قصور و19 مبنى من بين مخازن وغرف للحرّاس ومكاتب إداريين 

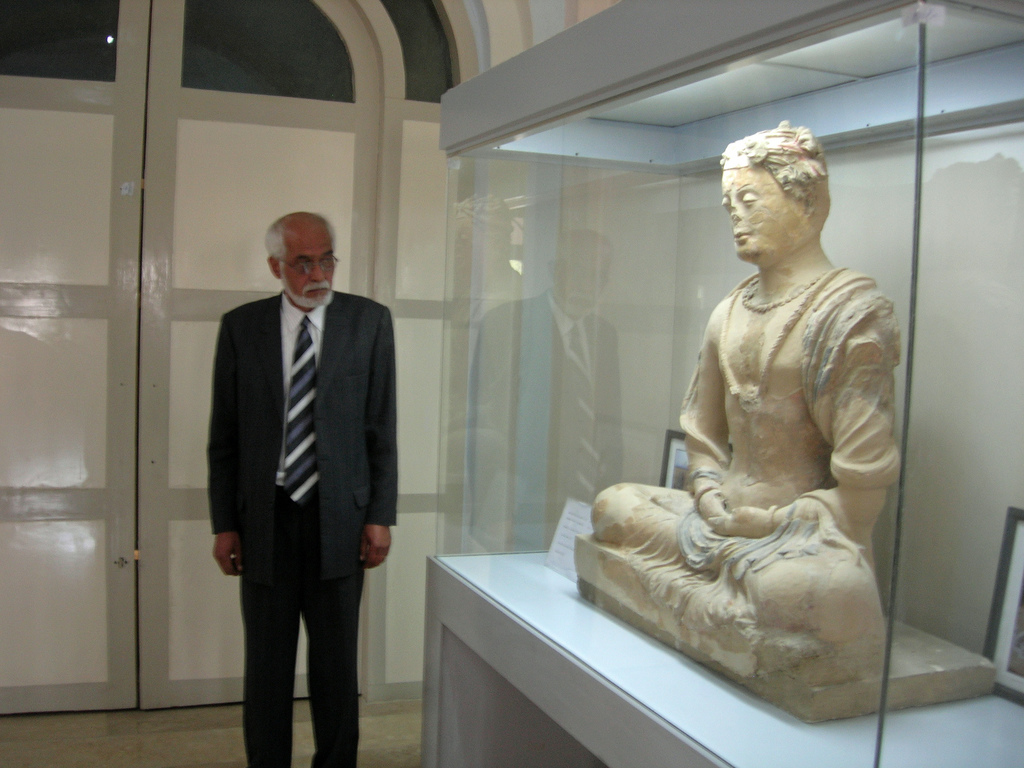
* متحف كابول
* قبر فيلسوف الاسلام ورائد نهضتها جمال الدين الافغاني في وسط جامعة كابل[4]
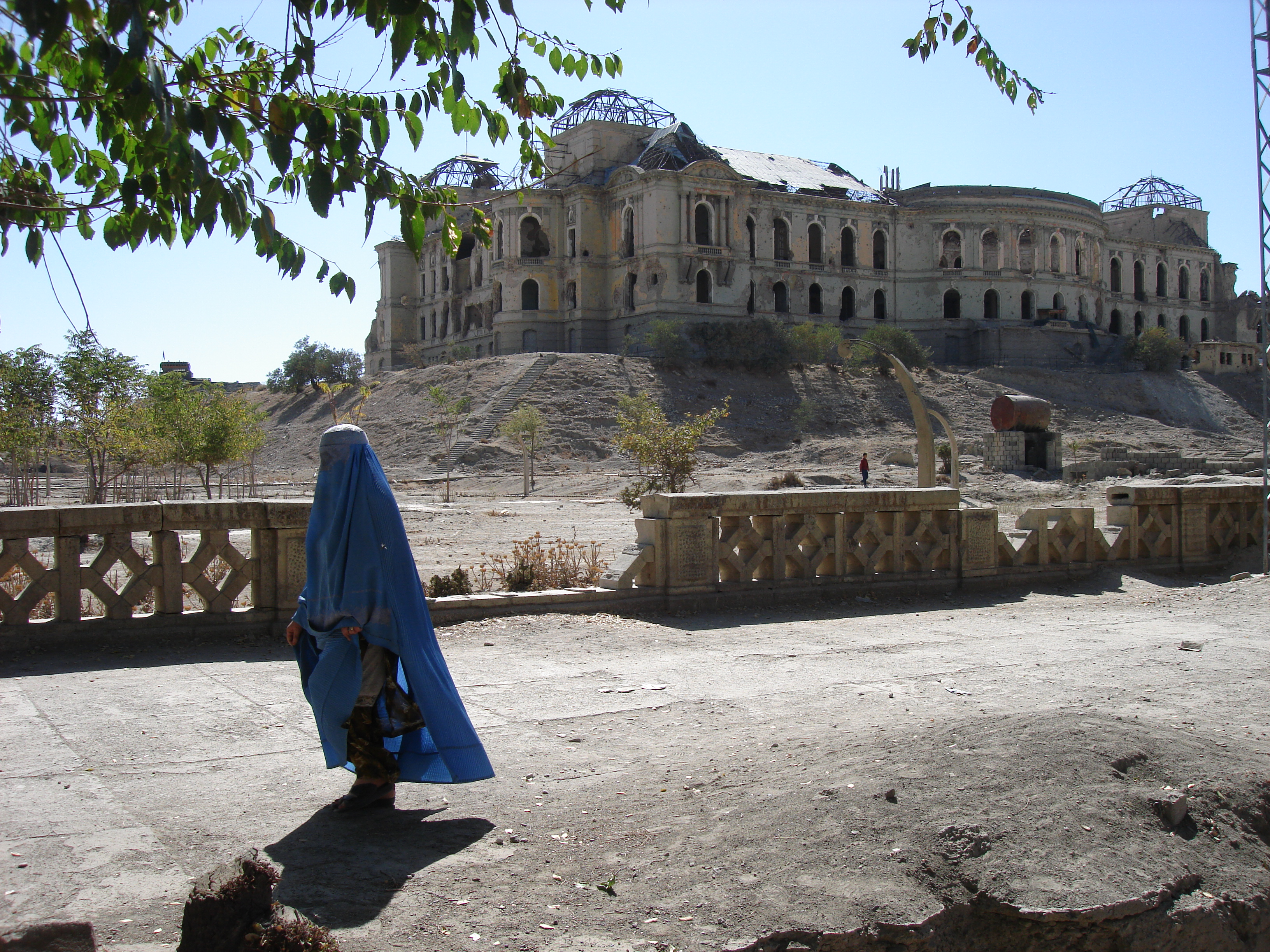
* القصر الملكي
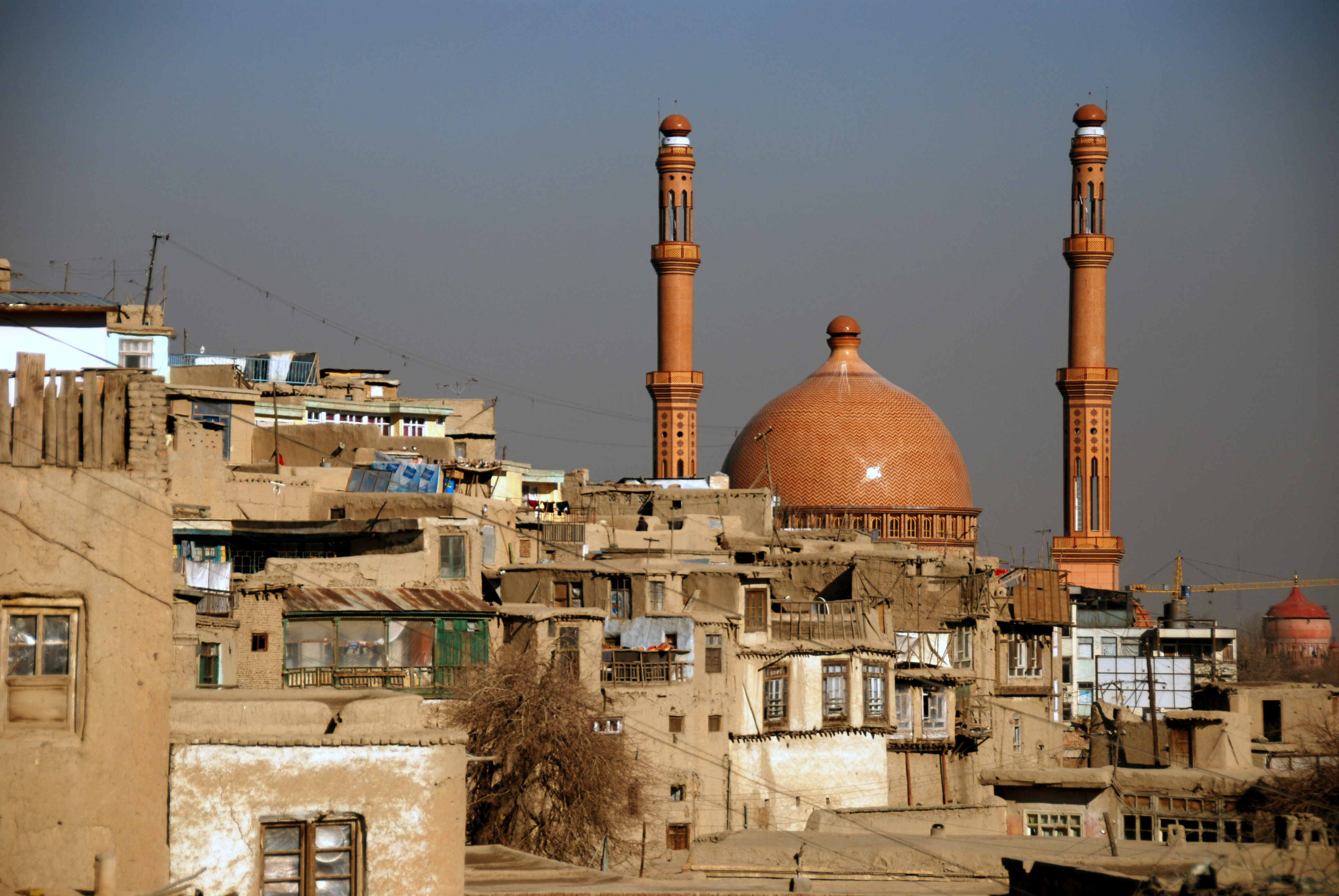
* مسجد
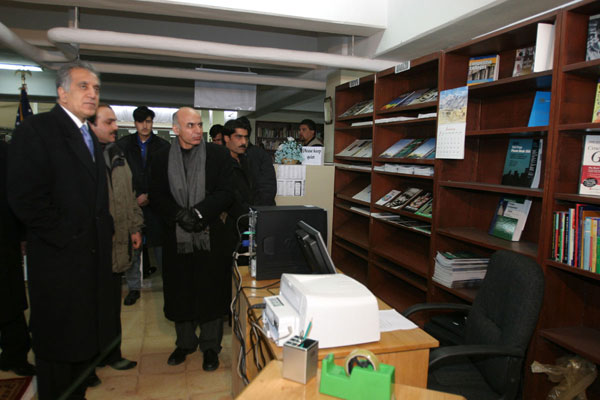
* زلماي خليل زاد وأشرف غني أحمدزي في مكتبة الجامعة عام 2005

## معرض صور

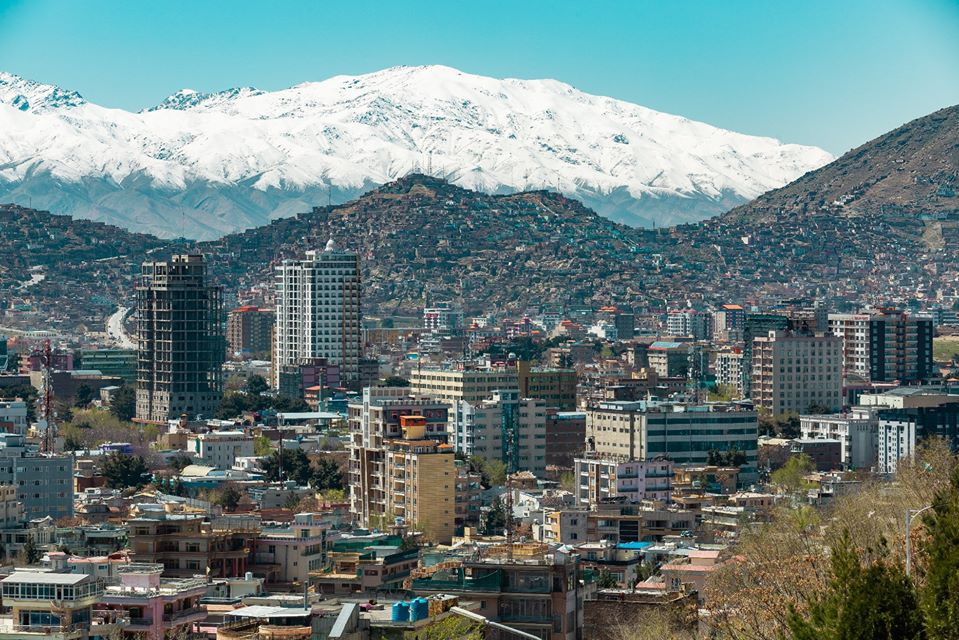
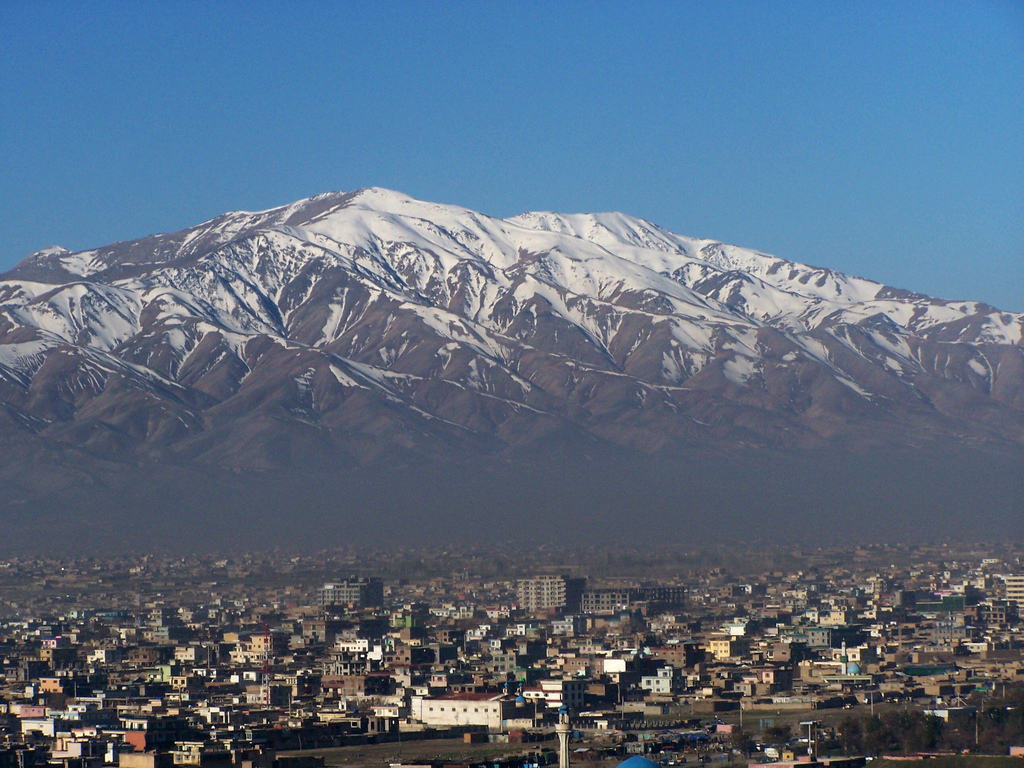
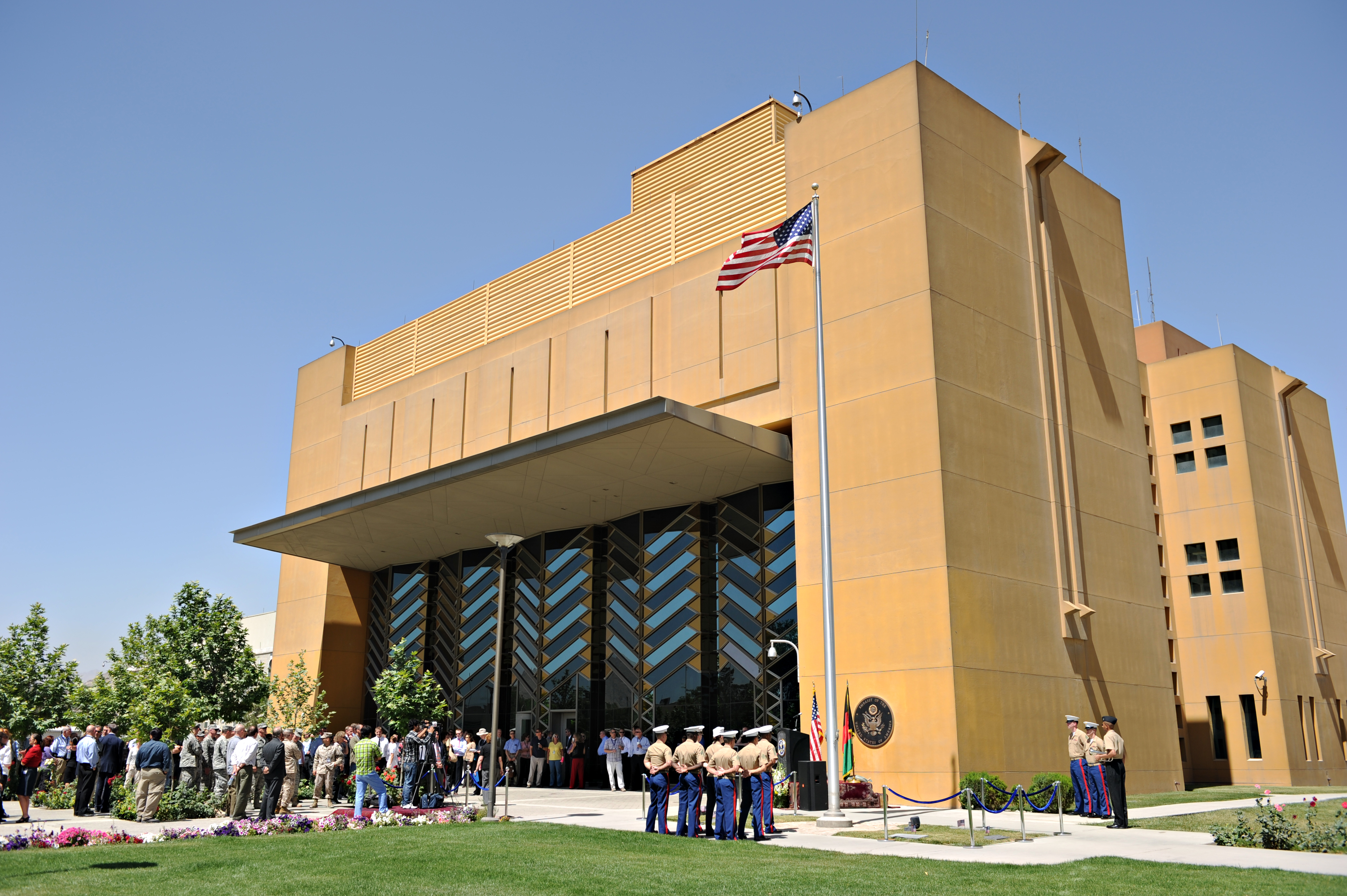
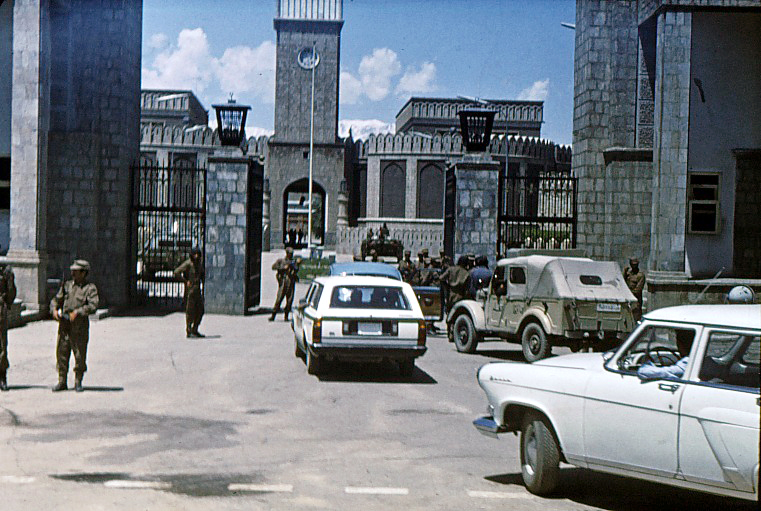
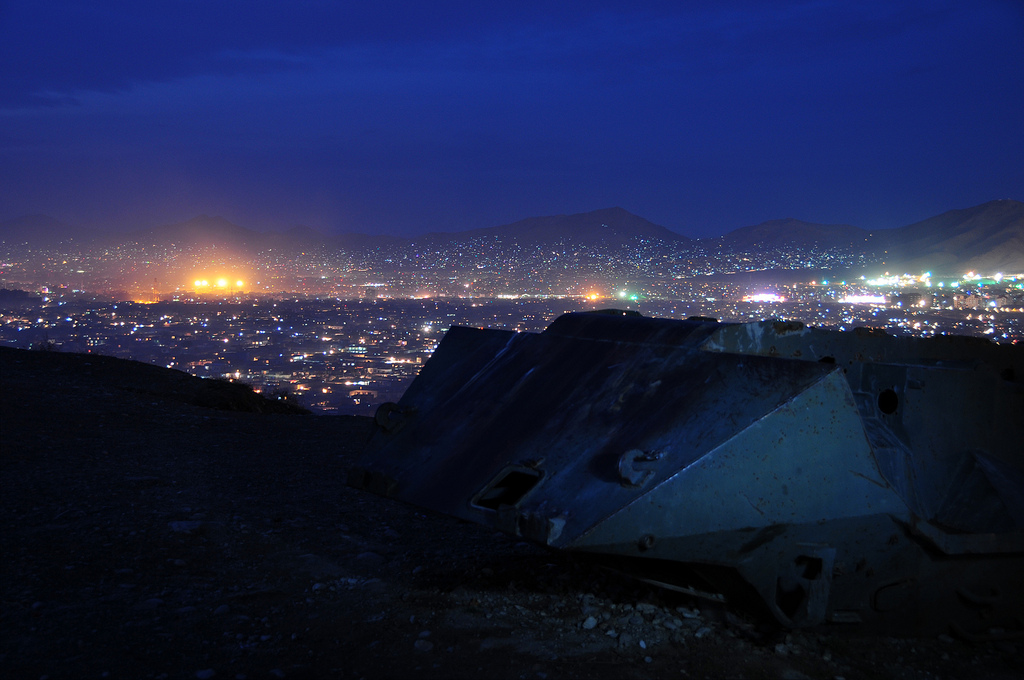

## أعلام
- جمال الدين الأفغاني
- محمد نجيب الله
- أحمد شاه مسعود

## مقالات ذات صلة
- هراة
- قندهار
- هندوكوش